# Myrmarachne formosicola
Myrmarachne formosicola este o specie de păianjeni din genul Myrmarachne, familia Salticidae, descrisă de Strand, 1910. Conform Catalogue of Life specia Myrmarachne formosicola nu are subspecii cunoscute.